# Limenitis epona
Limenitis epona är en fjärilsart som beskrevs av Hans Fruhstorfer 1915. Limenitis epona ingår i släktet Limenitis och familjen praktfjärilar. Inga underarter finns listade i Catalogue of Life.